# Saint-Félix-de-Pallières
Saint-Félix-de-Pallières település Franciaországban, Gard megyében. Lakosainak száma 201 fő (2022. január 1.). Saint-Félix-de-Pallières Durfort-et-Saint-Martin-de-Sossenac, Fressac, Monoblet, Tornac, Vabres és Thoiras-Corbès községekkel határos.

## Népesség
A település népessége az elmúlt években az alábbi módon változott:
| Lakosok száma | 201  | 151  | 167  | 238  | 229  | 247  | 252  | 227  | 214  | 201  |
|               | 1968 | 1982 | 1990 | 2006 | 2013 | 2015 | 2017 | 2019 | 2020 | 2022 |